# Finale del campionato europeo maschile di calcio 1996
La finale del campionato europeo di calcio 1996 si tenne il 30 giugno 1996 allo Stadio di Wembley a Londra, Regno Unito, tra le nazionali di Rep. Ceca e Germania.
Fu la prima volta che una finale ripropose gli stessi protagonisti già incontratisi per il titolo in una precedente edizione, benché con veste nuova: vent'anni prima la Cecoslovacchia, di cui la Repubblica Ceca è la legittima erede sportiva dal 1993, incontrò la Germania Ovest, che dopo l'unificazione tedesca mantenne il palmarès con il nome di Germania.
A differenza della finale del 1976, ad aggiudicarsi il titolo furono i tedeschi con un golden goal di Oliver Bierhoff.

## Le squadre
| Squadra   | Finali disputate in precedenza (il grassetto indica la vittoria) |
| --------- | ---------------------------------------------------------------- |
| Germania  | 4 (1972, 1976, 1980, 1992)                                       |
| Rep. Ceca | Nessuna                                                          |

## Cammino verso la finale
Le due nazionali vengono inserite nello stesso girone che comprende anche l'Italia e la Russia. Nello scontro diretto, avvenuto alla prima giornata, ad avere la meglio è la Germania per 2-0.
Le Germania staccherà il pass per i quarti di finale battendo nella seconda giornata la Russia mentre all'ultima giornata ottiene un pareggio a reti inviolate contro l'Italia, la quale sbagliò un rigore con Zola. Ai quarti di finale i tedeschi superano 2-1 la Croazia e in semifinale ai rigori i padroni di casa dell'Inghilterra. 
La Repubblica Ceca si rifà dopo la sconfitta contro la Germania battendo l'Italia per 2-1 nella gara successiva. All'ultima giornata pareggia 3-3 contro la Russia passando al posto dell'Italia grazie alla vittoria nello scontro diretto. Ai quarti di finale basterà la vittoria di misura contro il Portogallo per approdare in semifinale, dove i cechi hanno la meglio sulla Francia ai rigori accedendo alla finale del torneo continentale per la prima volta nella storia.

### Tabella riassuntiva del percorso
Note: In ogni risultato sottostante, il punteggio della finalista è menzionato per primo.
| Pos. | Squadra   | Pt | G | V | N | P | GF | GS | DR |
| ---- | --------- | -- | - | - | - | - | -- | -- | -- |
| 1.   | Germania  | 7  | 3 | 2 | 1 | 0 | 5  | 0  | +5 |
| 2.   | Rep. Ceca | 4  | 3 | 1 | 1 | 1 | 5  | 6  | -1 |
| 3.   | Italia    | 4  | 3 | 1 | 1 | 1 | 3  | 3  | 0  |
| 4.   | Russia    | 1  | 3 | 0 | 1 | 2 | 4  | 8  | -4 |

| Pos. | Squadra   | Pt | G | V | N | P | GF | GS | DR |
| ---- | --------- | -- | - | - | - | - | -- | -- | -- |
| 1.   | Germania  | 7  | 3 | 2 | 1 | 0 | 5  | 0  | +5 |
| 2.   | Rep. Ceca | 4  | 3 | 1 | 1 | 1 | 5  | 6  | -1 |
| 3.   | Italia    | 4  | 3 | 1 | 1 | 1 | 3  | 3  | 0  |
| 4.   | Russia    | 1  | 3 | 0 | 1 | 2 | 4  | 8  | -4 |

## Tabellino
| Arbitro: | Pairetto |

|                   |           |                       |
| Berger 59’ (rig.) | Marcatori | 73’ 95’ (gg) Bierhoff |

| Rep. Ceca | Germania |

| Rep. Ceca (3-3-3-1) |    |                 |     |     |
|                     |    |                 |     |     |
| P                   | 1  | Petr Kouba      |     |     |
| D                   | 15 | Michal Horňák   | 47’ |     |
| D                   | 5  | Miroslav Kadlec |     |     |
| D                   | 3  | Jan Suchopárek  |     |     |
| C                   | 4  | Pavel Nedvěd    |     |     |
| C                   | 13 | Radek Bejbl     |     |     |
| C                   | 19 | Karel Rada      |     |     |
| C                   | 8  | Karel Poborský  |     | 88’ |
| C                   | 14 | Patrik Berger   |     |     |
| C                   | 7  | Jiří Němec      |     |     |
| A                   | 9  | Pavel Kuka      |     |     |
| Sostituzioni:       |    |                 |     |     |
| C                   | 17 | Vladimír Šmicer |     | 88’ |
| CT:                 |    |                 |     |     |
| Dušan Uhrin         |    |                 |     |     |

| Germania (5-3-2) |    |                  |     |     |
|                  |    |                  |     |     |
| P                | 1  | Andreas Köpke    |     |     |
| D                | 19 | Thomas Strunz    |     |     |
| D                | 14 | Markus Babbel    |     |     |
| D                | 6  | Matthias Sammer  | 69’ |     |
| D                | 5  | Thomas Helmer    | 63’ |     |
| D                | 17 | Christian Ziege  | 91’ |     |
| C                | 8  | Mehmet Scholl    |     | 69’ |
| C                | 21 | Dieter Eilts     |     | 46’ |
| C                | 10 | Thomas Häßler    |     |     |
| A                | 18 | Jürgen Klinsmann |     |     |
| A                | 11 | Stefan Kuntz     |     |     |
| Sostituzioni:    |    |                  |     |     |
| C                | 3  | Marco Bode       |     | 46’ |
| A                | 20 | Oliver Bierhoff  |     | 69’ |
| CT:              |    |                  |     |     |
| Berti Vogts      |    |                  |     |     |

| Uomo partita: Karel Poborský Assistenti arbitrali: Donato Nicoletti (Italia) Tullio Manfredini (Italia) Quarto uomo: Marcello Nicchi (Italia) |